# Bloomingdale (New Jersey)
Pour les articles homonymes, voir Bloomingdale.
Bloomingdale est un borough situé dans le comté de Passaic dans l'État américain du New Jersey.

## Histoire
Le nom de « Bloomingdale » décrit l'endroit où se trouve la ville et signifie en français « vallée fleurie ».
Le borough est officiellement créé par une décision de la législature du New Jersey du 23 février 1918. Auparavant, il formait avec Ringwood et Wanaque le township de Pompton. La décision est approuvée par référendum le 22 mars 1918.

## Démographie
Selon le recensement de 2010, Bloomingdale comptait 7 656 habitants. 93,1 % de la population était blanche, 2,8 % asiatique et 1,4 % afro-américaine. Les hispaniques (quelle que soit leur « race ») représentaient 9,3 % des habitants.

## Politique
En 2011, Bloomingdale compte 4 993 électeurs inscrits dont 1 333 démocrates, 1 154 républicains et 2 505 électeurs sans affiliation.